# Ochotona syrinx
Ochotona syrinx és una espècie de lagomorf de la família dels ocotònids. Es tracta d'una pica endèmica de les muntanyes del centre de la Xina, on viu a altituds d'entre 1.800 i 3.100 msnm. Els seus hàbitats naturals són els boscos mixtos de coníferes i frondoses, els matollars i els herbassars. És un herbívor generalista. Té una llargada de cap a gropa de 130–175 mm, les orelles de 15–26 mm i un pes de 64–110 g. Es desconeix si hi ha cap amenaça significativa per a la supervivència d'aquesta espècie.